# ポロニウム化水素
ポロニウム化水素（ポロニウムかすいそ、英: hydrogen polonide）、より正確には水素化ポロニウム（すいそかポロニウム、英: polonium hydride）、ポラン (英: polane) は、化学式が H2Po と表される水素とポロニウムの化合物であり、カルコゲン化水素の一つ。ポロニウムは非金属であるため、金属水素化物より共有結合性化合物に近い。ポロニウム化水素は塩化水素のようなハロゲン化水素とスタンナンのような金属水素化物の中間の性質をもつ。
ポロニウム化水素は、セレン化水素やテルル化水素、その他境界水素化物と似た特性をもつとされる。これは室温で不安定で、単体のポロニウムと水素に分解するのを防ぐために冷温で保存しなければならない。ポロニウムとその化合物の極端な放射能のため取り扱いが困難であり、極度に希釈された痕跡量が合成されるにすぎない。そのためはっきりした物理的特性は分かっていない。
ポロニウムの不安定性と放射性のため実験はほとんど不可能だが、水に溶解するとポロニウム化水素酸となって酸性を示すと考えられている。